# بيت عور التحتا
بيت عور التحتا هي قرية فلسطينية تقع في الجهة الغربية من مدينة رام الله، وتميل نحو الجنوب، وتبعد عنها حوالي 16 كم. تتبع إدارياً لمحافظة رام الله والبيرة، وتقع على طريق رئيسي يربط ما بين القدس وتل أبيب، وترتفع 1310 متر عن سطح البحر. كان اسمها في عهد سليمان بيت حورون وهي من المدائن السبع التي بناها سليمان.

## سبب التسمية
وكلمة (عور) تحريف لكلمة (عورا) السريانية، ومعناها التبن والهشيم. ذكرها ياقوت الحموي في معجمه سنة 626 هـ، وقد وهم ياقوت الحموي فقال: الجيب: حصنان، يقال لهما الجيب الفوقاني، والجيب التحتاني، والصحيح أن ما ذكره ياقوت هو بيت عور الفوقا، وبيت عور التحتا، ولا يبعدان عن الجيب. تبلغ مساحتها العمرانية 640 دونماً، ومساحتها الكلية حوالي 4.600 دونم، تزيد مساحة الأراضي المزروعة بالزيتون عن 1.400 دونم، كما يزرع فيها التين، والعنب والمشمش، والرمان
.
وتحيط بها أراضي قرى دير أبزيع، وبيت عور الفوقا، وكفر نعمة، وصفا، وخربثا المصباح.

## سكانها
بلغ عدد سكان القرية عام 1922محوالي 470 نسمة، وفي عام 1945 710 نسمة،  وخلال عام 1961 بلغ عدد سكانها 1198 نسمة جميعهم مسلمون، وبعد عدوان حزيران 1967م بلغ عدد سكانها حسب الإحصاء الصهيوني 920 نسمة، ارتفع هذا العدد ليصل عام 1987 حوالي 2019 نسمة. يبلغ عدد سكانها حاليا حوالي7800 نسمة. آخر إحصائية في ديسمبر عام 2016.

## الآثار
تعد بيت عور التحتا موقع أثري قديم يعود لعصور مختلفة، حيث تم العثور فيها على قطع أثرية من العصر الحديدي، والروماني، والبيزنطي حتى العصر الإسلامي. كذلك يحتوي على أساسات قديمة مرصوفة بالفسيفساء، وفيها قطع معمارية، وأنقاض كنيسة إلى الشمال، وتقع في أراضي القرية (خربة إعبلان) و(خربة حلابة)، وخربة دير حسان في اراضي ديربزيع، وكذلك يوجد فيها المسجد القديم (مقر الدعوة الإسلامية الأول في فلسطين)، والذي يعود إلى العهد العمري. وقد ظهر رسم لقرية بيت عور في خريطة مادبا التي رسمت بالفسيفساء في العهد البيزنطي، ووجدت في إحدى كنائس مدينة مادبا في الأردن.

## الوضع الصحي في القرية
يوجد في القرية حاليًا ثلاثة مراكز صحية، أحدها تابع لوكالة غوث وتشغيل اللاجئين الفلسطينيين، حيث يقدم العلاج المجاني لسكان القرية من اللاجئين. ويعمل المجلس القروي المنتخب حاليًا على إنشاء مركز صحي متطور في مقره الجديد، الذي يمر حاليًا في مراحله الأخيرة.

## تاريخها

#### الفترات القديمة والكلاسيكية
تقع بيت عور التحتا على تل أثري قديم، وقد تم تحديد موقعها على أنه بيت حورون السفلى. الاسم العربي الحديث للقرية يحتفظ بجزء من الاسم التوراتي، والذي يُعتقد أنه مستمد من اسم الإله الكنعاني "حورون". تشير الاكتشافات الأثرية إلى أن بيت حورون السفلى أُنشئت قبل بيت حورون العليا (بيت عور الفوقا). فقد وُجدت شقاف فخارية في بيت عور الفوقا تعود إلى العصر الحديدي وما بعده، بينما تعود الشقاف الفخارية في البلدة السفلى إلى العصر البرونزي المتأخر. في عام 66 ميلادية، خلال المراحل الأولى من الثورة اليهودية الكبرى، تعرض القائد الروماني "سيستيوس غالوس" لكمين وهزيمة على يد الثوار في هذا الموقع.
شهدت القرية اكتشافات أثرية عديدة تعود للعصور القديمة. فقد أشارت وثيقة تعود إلى فترة الانتداب البريطاني إلى العثور على أربعة توابيت حجرية في مقبرة، اثنان منها مزخرفان بنقوش على شكل وردة. كما تضمنت الاكتشافات الأخرى معصرة زيتون تعود للعصر الحديدي، بالإضافة إلى كهف دفن من العصر الروماني.
في يناير 2001، تم اكتشاف كهف دفن في الضواحي الجنوبية للقرية. كان الكهف مكونًا من غرفتين مع مدخل مقنطر. وعُثر داخله على قطع فخارية، وقدر للطهي، وصحن، وكأس تعود جميعها إلى أواخر فترة الهيكل الثاني (القرن الأول قبل الميلاد – القرن الأول الميلادي).

#### الفترة البيزنطية
إلى الغرب من القرية، توجد بقايا كنيسة، يُعتقد أنها تعود إلى الفترة البيزنطية، كما تم العثور على فخار من نفس الحقبة. وأسفرت الحفريات عن العثور على تيجان أعمدة مزخرفة بأوراق الأكاثوس، وآثار لأرضية فسيفسائية، وأجزاء معمارية. كما تم العثور على قواعد وتيجان أعمدة، بالإضافة إلى حاجز رخامي، في منطقة "الرأس" الواقعة شرق القرية. كما تم العثور على جزء من تابوت رخامي يحمل نقشًا باليونانية، يحتوي على كلمات غير مكتملة مثل ("...آسيا..." و"...ابن أندر...")، وذلك بين أنقاض كنيسة مسيحية قريبة من مسجد حديث.

#### الفترة الصليبية
في العصر الصليبي، ذُكر الموقع في القرن الثاني عشر كممتلكات تابعة لكنيسة القيامة. بينما يعتقد بعض الباحثين أن بيت عور التحتا هي ذاتها "فيتوس بيتور" المذكورة في العهد الصليبي، يرى آخرون أنها تشير إلى بيت عور الفوقا.

#### الفترة العثمانية
في عام 1596، ظهرت القرية في سجلات الضرائب العثمانية تحت اسم "بيت عور السفلى"، وكانت جزءًا من ناحية القدس ضمن لواء القدس. كان عدد سكانها 20 أسرة مسلمة، دفعوا ضريبة ثابتة بنسبة 25% على المحاصيل الزراعية المختلفة، بما في ذلك القمح والشعير والزيتون، إضافة إلى الضرائب على الماعز وخلايا النحل، بإجمالي 3,700 آقجة. في عام 1838، وُصفت بأنها قرية مسلمة تقع في منطقة بني مالك، غرب القدس.
زار أحد الرحالة الأوروبيين القرية في القرن التاسع عشر، ولاحظ بقايا أساسات قديمة، وخزانات مياه منحوتة في الصخر، بالإضافة إلى قبر يُقال إنه كان يحتوي على كنوز. أما الأب بيير ماري سيجورنيه، فقد أعاد زيارة الموقع ولاحظ أطلال كنيسة كبيرة:
"أرضية الفسيفساء لكنيسة مهمة تقع شمال شرق القرية اختفت، على الأقل في الوقت الحالي، تحت حقل للبطيخ. أما بقايا المبنى المسيحي، فقد استُخدمت في بناء المسجد الحديث والمنازل القريبة. تنتشر قطع زخرفية، وتيجان أعمدة ذات نقوش كورنثية منحوتة من الرخام الأبيض، وأعمدة وحجارة منحوتة على طول الطرقات دون استخدام."
أما الباحث فيكتور غيرن، فقد شاهد عمودين من الكنيسة داخل المسجد المحلي. وبناءً على هذه الاكتشافات، استُنتج أن القرية كانت في الماضي بلدة مسيحية تحتوي على كنيسة كبيرة ذات ثلاثة أروقة. ووفقًا لقائمة القرى العثمانية الرسمية التي تعود إلى عام 1870، كان في بيت عور التحتا 35 منزلًا، وبلغ عدد سكانها 185 شخصًا، مع العلم أن التعداد اقتصر على الذكور فقط.
في عام 1883، وصف مسح فلسطين الغربية التابع لصندوق استكشاف فلسطين بيت عور التحتا بأنها:
"قرية متوسطة الحجم، تقع على تل منخفض، مع وجود آبار في الغرب. في وسط القرية يوجد مقام النبي عور، مع شجرة نخيل في فناءه، وبالقرب منه يوجد بئر في الشارع."

#### فترة الانتداب البريطاني
في تعداد عام 1922، الذي أجرته سلطات الانتداب البريطاني، بلغ عدد سكان بيت عور التحتا 470 نسمة، جميعهم مسلمون. وفي تعداد عام 1931، كان عدد سكانها 611 نسمة، يعيشون في 117 منزلًا، وجميعهم مسلمون أيضًا، وفي عام 1945، قُدّر عدد سكان القرية بـ 710 أشخاص، جميعهم مسلمون، بينما بلغ إجمالي مساحة أراضيها 4,619 دونمًا، وفقًا للمسح الرسمي للأراضي والسكان. ومن هذه المساحة، خُصص 2,045 دونمًا للبساتين والأراضي القابلة للري، و1,780 دونمًا لزراعة الحبوب، بينما صُنفت 41 دونمًا كمناطق مبنية.

### الفترة الأردنية
في أعقاب حرب 1948 العربية-الإسرائيلية، وبموجب اتفاقيات الهدنة لعام 1949، أصبحت بيت عور التحتا تحت الحكم الأردني، وفي عام 1961، بلغ عدد سكانها 1,198 نسمة.

### ما بعد عام 1967
منذ حرب الأيام الستة عام 1967، أصبحت بيت عور التحتا تحت الاحتلال الإسرائيلي. ووفقًا لتعداد السكان الذي أجرته السلطات الإسرائيلية عام 1967، بلغ عدد سكان القرية 920 نسمة، من بينهم 60 شخصًا كانوا قد نزحوا من داخل الأراضي التي أصبحت تحت السيطرة الإسرائيلية. في الثمانينيات والتسعينيات، صادرت الحكومة الإسرائيلية أراضي تابعة لبيت عور التحتا بهدف إنشاء الطريق السريع 443 الذي يمر عبر ممر بيت حورون. وفي سبتمبر 1983، قُدمت التماس إلى المحكمة العليا الإسرائيلية للطعن في القرار، لكن القاضي أهارون باراك رفضه، معتبرًا أن القانون الدولي يمنح الحكومة العسكرية الحق في المساس بالملكية الخاصة إذا توفرت شروط معينة، مبررًا ذلك بأن "الخطوة اتُخذت لصالح السكان المحليين".
في البداية، كان الطريق السريع 443 يُستخدم كطريق رئيسي يربط بين 25,000 نسمة من ست قرى ببعضها البعض وبمدينة رام الله. ولكن بعد اندلاع الانتفاضة الثانية، منعت القوات الإسرائيلية الفلسطينيين من استخدام الطريق، وقامت بإغلاق بعض أجزائه دون إصدار أمر قانوني بذلك. كما أدى بناء جدار الفصل الإسرائيلي إلى إغلاق الطريق القديم، مما زاد من طول المسافة التي يتعين على السكان قطعها. وفي عام 2007، أمرت المحكمة العليا الإسرائيلية الدولة بتقديم توضيح حول سبب إغلاق الطريق لمدة سبع سنوات دون أمر قانوني، ولماذا يُمنع الفلسطينيون من استخدامه.
بعد اتفاقيات أوسلو عام 1995، صُنفت 36.7% من أراضي القرية ضمن المنطقة "ب"، بينما صُنفت النسبة المتبقية، 63.3%، ضمن المنطقة "ج". كما قامت إسرائيل بمصادرة أراضٍ من القرية لبناء مستوطنة بيت حورون.
في أكتوبر 2009، اكتملت أعمال تحسين البنية التحتية في بيت عور التحتا، والتي شملت تطوير الطرق وإنارة الشوارع. تم تمويل هذا المشروع من قبل مؤسسة American Charities for Palestine ووكالة USAID الأمريكية، إضافةً إلى مؤسسة الشيخ محمد الشامي، وبلغت التكلفة الإجمالية للمشروع 400,000 دولار، وفي سبتمبر 2021، قُتل مزارع فلسطيني بالقرب من القرية بعد أن أشعل سيجارة على ما يبدو بالقرب من مجموعة من جنود لواء كفير الإسرائيلي، الذين كانوا مختبئين في كمين بحثًا عن شبان يلقون زجاجات حارقة.

## أعلام
- أمين العوري (1870–1948).[21]
- فاروق الشامي
- مفيد الشامي
- ياسمين مجاهد